# Giovanna D'Arco (Rossini)
Giovanna D'Arco è una cantata su testo di autore anonimo per voce sola (nel registro di contralto) con accompagnamento al pianoforte incentrata sulla figura di Giovanna d'Arco e composta da Gioachino Rossini nel 1832.
In tempi moderni è stata rielaborata in forma orchestrale da Salvatore Sciarrino e da Marco Taralli. La versione di Sciarrino è stata commissionata dal Rossini Opera Festival del 1989 e ha visto come interprete della prima esecuzione Teresa Berganza sotto la direzione di Alberto Zedda. È stata poi riproposta ancora nel 1997, sempre al Rossini Opera Festival. La versione di Taralli invece è stata commissionata nel 2011 dal Festival Rossini in Wildbad ed interpretata da Marianna Pizzolato sotto la direzione di Antonino Fogliani.

## Storia
Non è nota la data della prima esecuzione, anche se è pensabile che essa sia prossima a quella di composizione. Il manoscritto autografo ha come intestazione:
In quello stesso anno, Rossini aveva conosciuto Olympe Pélissier, che diverrà sua sposa nel 1846, dopo la morte della prima moglie Isabella Colbran, ad Aix-les-Bains, ed è considerabile che abbia composto la cantata in omaggio all'eroina di Francia come segno di gratitudine per le cure prestategli da Olympe per la malattia che lo aveva colpito pochi mesi dopo il loro incontro.
Dai numerosi resoconti biografici su Rossini si ha invece notizia di un'esecuzione della cantata in data 1º aprile 1859, in una serata musicale tenuta dal compositore pesarese nella sua casa parigina nella quale era uso intrattenere gli amici più intimi e le diverse personalità dell'alta società della capitale. L'autore stesso accompagnò al pianoforte la cantante Marietta Alboni in un'esecuzione che emozionò tanto gli interpreti quanto i presenti all'ascolto.

## Le versioni orchestrali
Esistono due versioni per orchestra della cantata rossiniana: la prima è quella del compositore e musicista Salvatore Sciarrino, configurata su stilemi prettamente rossiniani e in grado di palesare in maniera maggiormente esplicita quanto la partitura per pianoforte poteva solo abbozzare. La seconda è stata commissionata al compositore Marco Taralli dal Festival Rossini in Wildbad nel 2011 e presenta un approccio compositivo più moderno e meno legato ai modelli strumentali rossiniani.
Non si hanno conferme storicamente definite riguardo l'ipotesi che Rossini abbia elaborato nei primi anni 1850 la cantata in una versione per orchestra: in effetti, frammenti di una nuova versione (limitati ad un paio di recitativi) sono pervenuti ad oggi, ma lasciano supporre che il compositore abbia atteso ad un nuovo originale lavoro, organizzato intorno a pagine preesistenti, il cui testo potrebbe essere stato fornito dal latinista Luigi Crisostomo Ferrucci.
È noto invece, per voce dei suoi numerosi biografi, che Rossini prese più volte in considerazione in età matura la possibilità di tornare a comporre un'opera lirica - dopo l'addio al teatro avvenuto nel 1829 con la messa in scena del Guglielmo Tell - sulla base di due o tre libretti differenti concernenti la figura della pulzella d'Orléans, che tuttavia non incontrarono il suo gradimento.

## Struttura
La cantata Giovanna D'Arco è strutturata in due arie operistiche ciascuna delle quali preceduta da un recitativo.
Alcuni passaggi paiono essere ricalcati, talvolta con autocitazioni esplicite e quasi testuali, da precedenti opere di Rossini destinate al teatro, come nel caso della seconda aria, derivata dall'aria di Calbo dal Maometto secondo:
- Primo recitativo: È notte, e tutto addormentato è il mondo. Solo io veglio, ed aspetto
- Aria: O mia madre, e tu frattanto la tua figlia cercherai
- Secondo recitativo: Eppur piange. Ah! Repente qual luce balenò nell'oriente
- Aria: Ah, la fiamma che t'esce dal guardo già mi tocca, m'investe, già m'arde

La voce utilizzata, quella del contralto, ha un valore specifico e tende a riprendere e a rimarcare il canone - in questo caso ribaltato al femminile ma sempre in chiave di belcanto - dei personaggi maschili del Rossini serio. Questa ipotesi parrebbe suffragata anche dal mezzo scelto, ovvero la cantata da camera che all'epoca - 1832 - era già sufficientemente in disuso e da tempo abbandonata dallo stesso compositore.
Nel primo recitativo, la protagonista medita sul valore della sua missione che si accinge a compiere, soffermandosi a riflettere sui valori del luogo natìo e della dolce famiglia. Ed è alla madre che Giovanna dedica la prima aria, in forma di andantino grazioso in forma tripartita ABA.
Nel secondo recitativo, pensieri di guerra assalgono la protagonista portati da un angiol di morte. L'aria che segue sviluppa il concetto dapprima in forma di maestoso, poi con la sottolineatura accentuata dall'accompagnamento strumentale del piano e quindi con una cabaletta finale. Questa seconda aria, in particolare, lascia ampio spazio ai virtuosismi dell'interprete.